# CANDY TUNE
CANDY TUNE（キャンディーチューン）は、日本の女性アイドルグループ。木村ミサのプロデュースにより、2023年結成。アソビシステム所属。通称「きゃんちゅー」。ファンの愛称はあめちゃん。

## 来歴
2022年10月14日、IDOLATER、FRUITS ZIPPERを擁するKAWAII LAB.からデビューする新グループの結成に向けたオーディション「KAWAII LAB. AUDITION 2022」が開始された。同オーディションから誕生する新グループのメンバーとして、同年12月14日に福山梨乃、桐原美月の2名、翌2023年の1月14日に南なつ、小川奈々子の2名が発表された。
2023年2月2日、新グループの名称が「CANDY TUNE」になることが発表され、各種SNSアカウントが開設された。グループ名は「優しい人」という意味を持つCANDYに、「調和・旋律」という意味を持つTUNEを組み合わせたもの。同年2月14日にはメンバーとして立花琴未、村川緋杏、宮野静の3名が公開され、合わせて7人組であることが発表された。3月14日、「KAWAII LAB. SESSION ~CANDY TUNE~」（Spotify O-EAST）でデビュー。
2023年3月7日にリリースした配信アルバム『CANDY TUNE』に収録された楽曲「キス・ミー・パティシエ」がTikTokで人気になり、同年8月にはミュージック・ビデオを公開。同曲は翌2024年8月7日に初のシングルCDとしてフィジカルリリースされ、オリコンデイリー最高2位、週間最高9位にランクインした。リリースに伴い、新しく制作されたミュージックビデオも公開された。
2024年10月24日、CBCテレビにて自身初のレギュラーMC出演となる番組『お歌詞もぐもぐ』が放送開始。同年12月4日には「Yahoo!検索大賞2024」でネクストブレイクカテゴリー 人物部門に選出された。
2025年1月ごろ、2024年3月に発表・4月24日に音源リリースした楽曲「倍倍FIGHT!」が1年越しにTikTokで「バズ」を起こし始める。メンバー発案による縦一列に並んだ隊形から左右に飛び出すダンスの動画が人気となり、インフルエンサーのなえなの、梶原叶渚らが音源を使用したことも注目を集めた。2月27日時点でTikTokの「楽曲チャートトップ50」と「人気曲ランキング50」において同時に1位を獲得。3月8日には同曲のミュージックビデオも公開された。5月23日、テレビ朝日系「ミュージックステーション」にCANDY TUNEとして単独出演し同曲を披露した。同日、「THE FIRST TAKE」初出演を果たし同曲を披露した。

## 評価
ライターの栄谷悠紀は、「ライブのオープニングや本編終盤に披露され、ライブ定番曲に育っていくことも少なくないアッパーチューン」として「キス・ミー・パティシエ」に注目し、同曲が「グループの知名度を一気に押し上げた楽曲」であると評価している。
ライターの川崎龍也は、KAWAII LAB.のグループに共通する、時代性を意識した「かわいさ全開の楽曲や自己肯定感の向上に繋がるコンセプト」が「偶発的なバズを引き寄せる土壌となっていた」と推測した上で、「この偶発性をより自らの力で引き寄せるために動いたのがCANDY TUNEだ」と指摘。楽曲「倍倍FIGHT!」が2025年にヒットしたことについて、視聴者が真似しやすいダンス動画のバージョン展開や、積極的な著名人とのコラボによる異なるジャンルの視聴者層へのリーチ施策などの戦略的な展開取り組みが「バズ」に大きく寄与したと評価している。
また、「CANDY TUNEの成功の背景には、メンバー自身の発信力も大きく関与していることは見逃せない」として、メンバーらの情報感度の高さや所属事務所アソビシステムによるSNSの活用指導に着目し、「メンバー自身の主体的な発信と、スタッフのサポートが相乗効果を生み出し、SNSや動画プラットフォーム上での高い拡散力に繋がっているのだろう」と分析しているここまで。

## 年譜

### 2022年
- 10月14日 - 「KAWAII LAB. AUDITION 2022」開始[2]。
- 12月14日 - 新グループのメンバーとして、福山梨乃と桐原美月の2名が発表される[3]。

### 2023年
- 1月14日 - メンバーとして南なつ、小川奈々子の2名が発表される[4]。
- 2月2日 - グループ名が「CANDY TUNE」に決定、SNS公式アカウント開設[3][5]。
- 2月14日 - メンバーとして村川緋杏、立花琴未、宮野静の3名が発表される[6]。
- 3月7日 - 各配信サイトにて1stデジタルアルバム『CANDY TUNE』をリリース[19]。
- 3月14日 - 「KAWAII LAB. SESSION ~CANDY TUNE~」（Spotify O-EAST）にてデビュー。6月27日に初の単独公演をSpotify O-WESTで開催することを発表[20]。
- 4月7日 - 各配信サイトにて「TUNE MY WAY」をリリース[21]。
- 5月20日 - 各配信サイトにて「CATCH YOU」をリリース[22]。
- 6月27日 - 各配信サイトにて「きゅきゅきゅキュート」をリリース。
- 6月27日 - Spotify O-WESTにて初の単独公演を開催。同日、10月18日にZepp Shinjukuにて「CANDY TUNE 1stワンマンライブ -NEW WAY-」を開催することを発表[23][24]。
- 8月13日 - I'M A SHOWにて、「CANDY TUNE単独公演 -夏休みチューン！HIRU-」、「CANDY TUNE単独公演 -夏休みチューン！YORU-」を開催。
- 9月27日 - 各配信サイトにて「WAO!アオハル!」をリリース[25]。
- 10月18日 - 各配信サイトにて「Twilight Dilemma」をリリース。同日にはZepp Shinjukuにて「CANDY TUNE 1stワンマンライブ -NEW WAY-」が開催され、新曲「必殺あざとポーズ」を披露したほか、「CANDY TUNE 1st ANNIVERSARY TOUR 2024」の開催が発表された[26][27]。
- 11月17日 - 各配信サイトにて「必殺あざとポーズ」をリリース[28]。

### 2024年
- 2月2日から4日 - タイ・バンコクで開催された「JAPAN EXPO THAILAND 2024」に出演[29]。
- 2月16日 - 各配信サイトにて「備えあれば無問題」をリリース[30]。
- 3月8日 - 各配信サイトにて「いえなかったことば〜ありがとう〜」をリリース。
- 3月16日から31日 - 「CANDY TUNE 1st ANNIVERSARY TOUR 2024」
  - 3月16日 - 名古屋・ReNY limited
  - 3月23日 - 福岡・DRUM LOGOS
  - 3月31日 - 大阪・梅田TRAD

新曲「倍倍FIGHT！」を披露[31]。
- 4月5日 - TVアニメ「ゆるキャン△ SEASON3」オープニング曲であるキミのねの「『レイドバックジャーニー」のミュージックビデオに出演したことを発表[32]。
- 4月24日 - 各配信サイトにて「倍倍FIGHT!」をリリース。
- 4月27日 - 「CANDY TUNE OFFICIAL FANCLUB」がオープン。
- 4月27日 - 「CANDY TUNE 1st ANNIVERSARY TOUR 2024」のツアーファイナルが豊洲PITにて開催され、新曲「エトセトLOVE YOU」を披露したほか、「キス・ミー・パティシエ」のCDリリースが発表された[33]。
- 6月18日 - 各配信サイトにて「レイドバックジャーニー」をリリース[34]。
- 8月7日 - 各配信サイトにて新曲「エトセトLOVE YOU」を含むアルバム「キス・ミー・パティシエ」をリリース。
- 8月7日 - 1stシングルCD「キス・ミー・パティシエ」発売。初回限定盤、CANDY盤、TUNE盤、通常盤の計4形態でリリース。オリコンデイリーチャートにて5位を記録し、同日開催のタワーレコード錦糸町パルコ店でのリリースイベントのステージ上でチャートインの報告を行った。
- 8月19日 - 1stシングルCD「キス・ミー・パティシエ」が同日付のオリコン週間シングルランキングにて9位を獲得[35]。
- 10月7日 - TBS系『CDTVライブ!ライブ!』に出演し、「キス・ミー・パティシエ」を披露。
- 10月24日 - 初のレギュラーMC番組となる『お歌詞もぐもぐ』（CBCテレビ）の放送が開始。
- 12月4日 - 「Yahoo!検索大賞2024」でネクストブレイクカテゴリー 人物部門に選出[12]。

### 2025年
- 2月27日 - 「倍倍FIGHT!」がTikTok「楽曲チャートトップ50」と「人気曲ランキング50」で同時に1位を獲得[14]。
- 4月23日 - 2ndCDシングル「推し♡好き♡しんどい」を発売。
- 5月5日 - 初となるホールツアー「CANDY TUNE 2nd ANNIVERSARY TOUR 2025『CANDY CANDY PARTY』」の追加公演千秋楽を迎える[36]。
- 5月23日 - テレビ朝日系「ミュージックステーション」にCANDY TUNEとして単独初出演[15]。
- 6月9日 - ニッポン放送「オールナイトニッポンX」に小川、村川、宮野が出演[37]。
- 10月1日、1stアルバム「倍倍FIGHT!」をリリース予定[38]。

## メンバー
| 名前                        | 愛称       | 生年月日               | 出身地   | 身長   | メンバーカラー | 備考                                                          |
| --------------------------- | ---------- | ---------------------- | -------- | ------ | -------------- | ------------------------------------------------------------- |
| 桐原 美月 きりはら みづき   | きりちゃん | 2003年2月21日（22歳）  | 茨城県   | 151 cm | 青             | 元水戸ご当地アイドル（仮）、リルネード                        |
| 福山 梨乃 ふくやま りの     | りのまる   | 1997年12月24日（27歳） | 東京都   | 155 cm | 水色           | 元Anchor Lady、アキシブproject                                |
| 小川 奈々子 おがわ ななこ   | なちこ     | 1999年10月1日（25歳）  | 北海道   | 160 cm | ミントグリーン | 元＃LOG1N                                                     |
| 南 なつ みなみ なつ         | なったん   | 2001年3月17日（24歳）  | 東京都   | 156 cm | オレンジ       | ミスiD2020 ViVi賞                                             |
| 宮野 静 みやの しずか       | しーちゃん | 2002年5月30日（23歳）  | 神奈川県 | 157 cm | 紫             | 元刹那的アナスタシア                                          |
| 立花 琴未 たちばな ことみ   | こっちゃん | 2002年5月25日（23歳）  | 福岡県   | 165 cm | 赤             | 元Ange et Folletta、アフィシャナドゥ                          |
| 村川 緋杏 むらかわ びびあん | びびちゃん | 1999年12月3日（25歳）  | 福岡県   | 158 cm | ピンク         | 元HKT48（2015 - 2022） FRUITS ZIPPERの月足天音はHKT時代の後輩 |

## 作品

### 楽曲
| 初披露日       | タイトル                         | 作詞                       | 作曲                 | 編曲                 | 振付                   | デジタルリリース                                                    | 収録                                         | 備考                                                                             |
| -------------- | -------------------------------- | -------------------------- | -------------------- | -------------------- | ---------------------- | ------------------------------------------------------------------- | -------------------------------------------- | -------------------------------------------------------------------------------- |
| 2023年3月14日  | キス・ミー・パティシエ           | 吉田菫 (すぅ/SILENT SIREN) | クボナオキ           | サトウコウスケ       | SACO MAKITA            | 2023年3月7日 1st Digital Album『CANDY TUNE』                        | 1st シングルCD『キス・ミー・パティシエ』収録 | テレビ朝日系列「Musicる TV」2024年7月度EDテーマ曲                                |
| 2023年3月14日  | hanamaru                         | 吉田菫 (すぅ/SILENT SIREN) | クボナオキ           | サトウコウスケ       | いどみん               | 2023年3月7日 1st Digital Album『CANDY TUNE』                        | 2nd シングルCD『推し♡好き♡しんどい』収録     |                                                                                  |
| 2023年3月14日  | ナナイロプロローグ               | 早川博隆                   | 早川博隆             | 早川博隆             | 喘息                   | 2023年3月7日 1st Digital Album『CANDY TUNE』                        | 2nd シングルCD『推し♡好き♡しんどい』収録     |                                                                                  |
| 2023年3月14日  | 未完な青春                       | 前田甘露                   | 早川博隆、尋木ヒロ   | 尋木ヒロ             | いどみん               | 2023年3月7日 1st Digital Album『CANDY TUNE』                        |                                              |                                                                                  |
| 2023年4月8日   | TUNE MY WAY                      | クボナオキ                 | クボナオキ           | サトウコウスケ       | SACO MAKITA            | 2023年4月7日 1st Digital Single『TUNE MY WAY』                      |                                              |                                                                                  |
| 2023年5月20日  | CATCH YOU                        | クボナオキ                 | クボナオキ           | サトウコウスケ       | いどみん               | 2023年5月20日 2nd Digital Single『CATCH YOU』                       |                                              |                                                                                  |
| 2023年6月27日  | きゅきゅきゅキュート             | 吉田菫 (すぅ/SILENT SIREN) | クボナオキ           | サトウコウスケ       | SACO MAKITA            | 2023年6月27日 3rd Digital Single『きゅきゅきゅキュート』            |                                              |                                                                                  |
| 2023年9月28日  | WAO！アオハル!                   | 吉田菫 (すぅ/SILENT SIREN) | クボナオキ           | サトウコウスケ       | カミヤサキ             | 2023年9月27日 4th Digital Single『WAO! アオハル!』                  |                                              |                                                                                  |
| 2023年10月18日 | Twilight Dilemma                 | 大山恭子                   | 早川博隆、Tsubasa    | 早川博隆、Tsubasa    | いどみん               | 2023年10月18日 5th Digital Single『Twilight Dilemma』               |                                              |                                                                                  |
| 2023年10月18日 | 必殺あざとポーズ                 | 加藤弘也                   | 早川博隆、加藤弘也   | 早川博隆、加藤弘也   | いどみん               | 2023年11月17日 6th Digital Single『必殺あざとポーズ』               | 1st シングルCD『キス・ミー・パティシエ』収録 | 2023年11月8日TikTokで先行配信                                                    |
| 2024年2月16日  | 備えあれば無問題                 | Ryuji Yokoi                | Ryuji Yokoi          | Ryuji Yokoi          | SACO MAKITA            | 2024年2月16日 7th Digital Single『備えあれば無問題』                | 1st シングルCD『キス・ミー・パティシエ』収録 |                                                                                  |
| 2024年3月16日  | いえなかったことば〜ありがとう〜 | 早川博隆                   | 渡邉俊彦、早川博隆   | 渡邉俊彦、早川博隆   | SACO MAKITA            | 2024年3月8日 8th Digital Single『いえなかったことば〜ありがとう〜』 |                                              |                                                                                  |
| 2024年3月16日  | 倍倍FIGHT!                       | 玉屋2060%                  | 玉屋2060%            | 玉屋2060%            | SACO MAKITA            | 2024年4月24日 9th Digital Single『倍倍FIGHT!』                      | 1st シングルCD『キス・ミー・パティシエ』収録 |                                                                                  |
| 2024年4月27日  | エトセトLOVE YOU                 | 吉田菫 (すぅ/SILENT SIREN) | クボナオキ           | サトウコウスケ       | らん先生               |                                                                     | 1st シングルCD『キス・ミー・パティシエ』収録 |                                                                                  |
| 2024年7月21日  | レイドバックジャーニー           | つむぎしゃち、久下真音     | 久下真音             | 久下真音             | REO                    | 2024年6月19日 10th Digital Single『レイドバックジャーニー』         | 1st シングルCD『キス・ミー・パティシエ』収録 | キミのねMV出演曲のカバー                                                         |
| 2024年10月12日 | 君もゾンビですか ゾンビですね    | さつき が てんこもり       | さつき が てんこもり | さつき が てんこもり | TACCHI                 | 2024年10月18日 11th Digital Single『君もゾンビですか ゾンビですね』 |                                              | 2024年10月3日TikTokで先行配信 テレビ朝日系列「Musicる TV」2024年11月度OPテーマ曲 |
| 2025年3月11日  | レベチかわいい！                 | 吉田菫(すぅ/SILENT SIREN)  | クボナオキ           | サトウコウスケ       | 松岡篤志               | 2025年3月12日 12th Digital Single『レベチかわいい!』                | 2nd シングルCD『推し♡好き♡しんどい』収録     |                                                                                  |
| 2025年4月11日  | 絶対きゃんちゅー宣言っ!          | NOBE                       | michitomo            | 新山俊也（GOLDTAIL） | amane fukuzawa・カンナ |                                                                     | 2nd シングルCD『推し♡好き♡しんどい』収録     |                                                                                  |
| 2025年4月11日  | 推し♡好き♡しんどい               | ヒャダイン                 | ヒャダイン           | 藤原燈太             | SACO MAKITA            |                                                                     | 2nd シングルCD『推し♡好き♡しんどい』収録     |                                                                                  |
| 2025年7月14日  | 夏しかサマーー！♡                | 有馬えみり（GOLDTAIL）     | michitomo            | 田中希（GOLDTAIL）   |                        | 2025年3月12日 13th Digital Single『夏しかサマーー！♡』              |                                              |                                                                                  |

### CDシングル
| #  | タイトル                   | 作詞 | 作曲・編曲 |
| -- | -------------------------- | ---- | ---------- |
| 1. | 「キス・ミー・パティシエ」 |      |            |
| 2. | 「倍倍FIGHT!」             |      |            |
| 3. | 「エトセトLOVE YOU」       |      |            |
| 4. | 「レイドバックジャーニー」 |      |            |

| #  | タイトル                                  | 作詞 | 作曲・編曲 |
| -- | ----------------------------------------- | ---- | ---------- |
| 1. | 「キス・ミー・パティシエ」                |      |            |
| 2. | 「倍倍FIGHT!」                            |      |            |
| 3. | 「必殺あざとポーズ」                      |      |            |
| 4. | 「キス・ミー・パティシエ -instrumental-」 |      |            |
| 5. | 「倍倍FIGHT! -instrumental-」             |      |            |
| 6. | 「必殺あざとポーズ -instrumental-」       |      |            |

| #  | タイトル                                  | 作詞 | 作曲・編曲 |
| -- | ----------------------------------------- | ---- | ---------- |
| 1. | 「キス・ミー・パティシエ」                |      |            |
| 2. | 「倍倍FIGHT!」                            |      |            |
| 3. | 「備えあれば無問題」                      |      |            |
| 4. | 「キス・ミー・パティシエ -instrumental-」 |      |            |
| 5. | 「倍倍FIGHT! -instrumental-」             |      |            |
| 6. | 「備えあれば無問題 -instrumental-」       |      |            |

| #  | タイトル                   | 作詞 | 作曲・編曲 |
| -- | -------------------------- | ---- | ---------- |
| 1. | 「キス・ミー・パティシエ」 |      |            |
| 2. | 「倍倍FIGHT!」             |      |            |
| 3. | 「エトセトLOVE YOU」       |      |            |

| #  | タイトル                   | 作詞 | 作曲・編曲 |
| -- | -------------------------- | ---- | ---------- |
| 1. | 「キス・ミー・パティシエ」 |      |            |
| 2. | 「倍倍FIGHT!」             |      |            |
| 3. | 「エトセトLOVE YOU」       |      |            |
| 4. | 「レイドバックジャーニー」 |      |            |
| 5. | 「必殺あざとポーズ」       |      |            |
| 6. | 「備えあれば無問題」       |      |            |

| #  | タイトル                    | 作詞 | 作曲・編曲 |
| -- | --------------------------- | ---- | ---------- |
| 1. | 「推し♡好き♡しんどい」      |      |            |
| 2. | 「レベチかわいい!」         |      |            |
| 3. | 「絶対きゃんちゅー宣言っ!」 |      |            |
| 4. | 「ナナイロプロローグ」      |      |            |

| #  | タイトル                    | 作詞 | 作曲・編曲 |
| -- | --------------------------- | ---- | ---------- |
| 1. | 「推し♡好き♡しんどい」      |      |            |
| 2. | 「レベチかわいい!」         |      |            |
| 3. | 「絶対きゃんちゅー宣言っ!」 |      |            |
| 4. | 「hanamaru」                |      |            |

| #  | タイトル                    | 作詞 | 作曲・編曲 |
| -- | --------------------------- | ---- | ---------- |
| 1. | 「推し♡好き♡しんどい」      |      |            |
| 2. | 「レベチかわいい!」         |      |            |
| 3. | 「絶対きゃんちゅー宣言っ!」 |      |            |

### CDアルバム
|     | 発売日        | タイトル   | 規格品番                                                            | 収録曲 | 備考 |
| --- | ------------- | ---------- | ------------------------------------------------------------------- | ------ | ---- |
| 1st | 2025年10月1日 | 倍倍FIGHT! | KLC-10008（初回限定盤A）KLC-10010（初回限定盤B）KLC-10012（通常盤） | 1.     |      |

### ミュージックビデオ
| 公開日         | タイトル                         | 備考                                            |
| -------------- | -------------------------------- | ----------------------------------------------- |
| 2023年3月15日  | hanamaru                         |                                                 |
| 2023年8月23日  | キス・ミー・パティシエ           |                                                 |
| 2023年11月17日 | 必殺あざとポーズ                 |                                                 |
| 2024年2月24日  | 備えあれば無問題                 |                                                 |
| 2024年3月14日  | いえなかったことば〜ありがとう〜 |                                                 |
| 2024年8月7日   | キス・ミー・パティシエ           | 1stシングル発売に合わせて公開された新バージョン |
| 2024年10月27日 | 君もゾンビですか ゾンビですね    |                                                 |
| 2025年3月8日   | 倍倍FIGHT!                       |                                                 |
| 2025年4月23日  | 推し♡好き♡しんどい               |                                                 |
| 2025年5月10日  | エトセトLOVE YOU                 |                                                 |

## ライブ
※単独公演のみ。生誕祭やリリースイベントなどは除く。

## 出演

### テレビ
- お歌詞もぐもぐ（2024年10月25日 - 、CBCテレビ） - MC[44]

#### 音楽特番
- ミュージックステーション SUPER LIVE 2024（2024年12月27日、テレビ朝日） - KAWAII LAB.として出演[45]。
- CDTVライブ!ライブ! 年越しスペシャル 2024→2025（2024年12月31日、TBSテレビ）[46]
- ミュージックステーション SUPER SUMMER FES 2025（2025年7月18日、TBSテレビ） - KAWAII LAB.として出演[47]。
- 音楽の日 2025（2025年7月19日、TBSテレビ）[48]
- テレ東音楽祭2025～夏～（2025年7月9日、テレビ東京）[49]

### ラジオ
- 有楽町KAWAII LAB. KAWAII研究中！（2024年10月3日 - 、ニッポン放送） - 不定期出演[50]

### ネット配信
- KAWAII LAB.の超KAWAIIへの道（2024年11月5日 - 2025年2月18日、YouTube「動画、はじめてみました【テレビ朝日公式】」） - 不定期出演[51]

### CM
- 日清食品「シーフードヌードル」（2025年7月9日 - ） - 吉田沙保里と共演[52]。

### MV
- キミのね「レイドバックジャーニー」（2024年4月5日公開）[53]